# Armando Palacio Valdés
Armando Palacio Valdés (Entrialgo, Llaviana, Astúries, 4 d'octubre de 1853 – Madrid, 29 de gener de 1938) va ser un escriptor i crític literari espanyol dins del corrent del realisme literari.

## Biografia

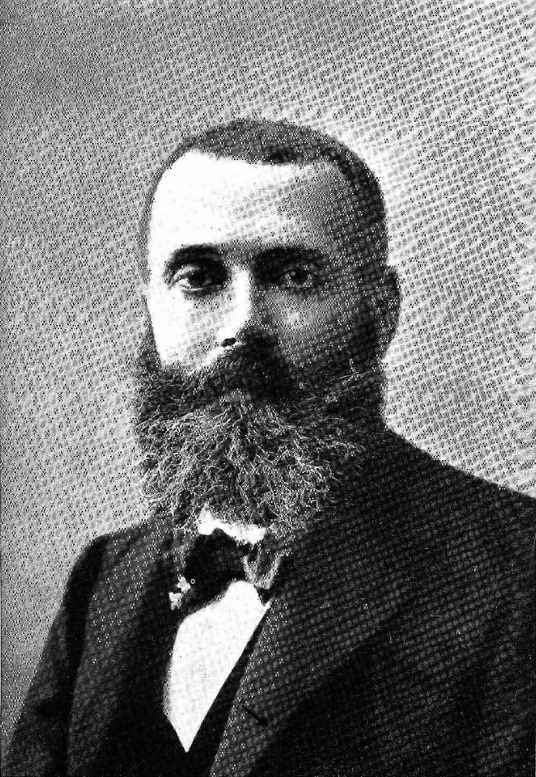
Armando Palacio Valdés retratat pel fotògraf Manuel Compañy (1909)

Va estudiar el batxillerat a Oviedo. Es va relacionar amb joves intel·lectuals com Leopoldo Alas ("Clarín") i Tomás Tuero.
Va estudiar dret a Madrid. Va dirigir la Revista Europea, on hi publicà articles que després reuni a la seva obra, Semblanzas literarias. Escriví també com a crític literari en col·laboració amb Leopoldo Alas, La literatura en 1881. Quan morí José María de Pereda el 1906, ocupà la vacant a la Real Academia Española.
.

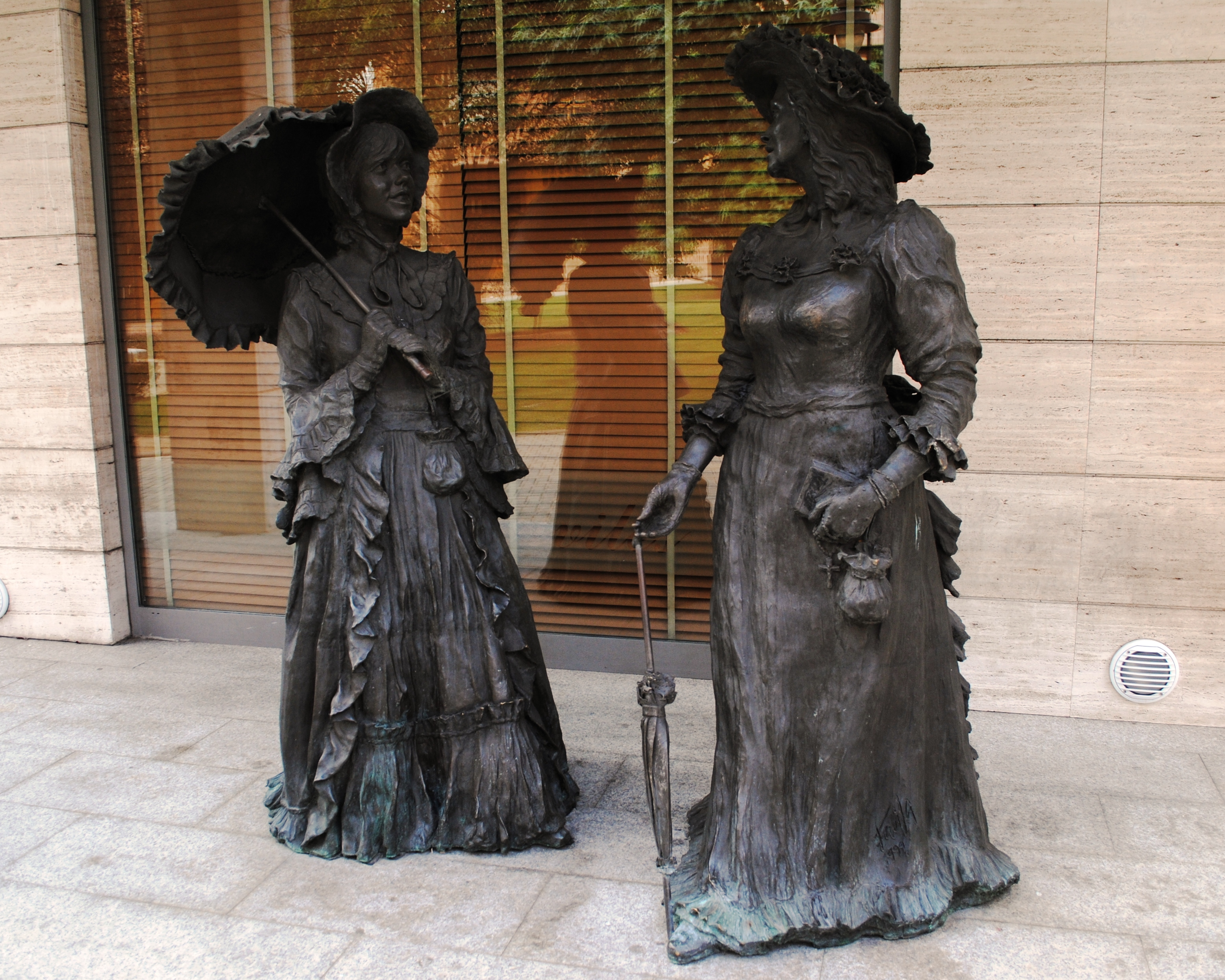
Marta y María per Favila a Avilés.

La seva primera novel·la va ser El señorito Octavio (1881), pero la celebritat li arribà amb Marta y María (1883), ambientada en la ciutat fictícia de Nieva, que en realitat representa a Avilés.
El 1929 publicà el seu Testamento literario, on exposa els seus punts de vista sobre filsofia, estètica, societat, etc. am records i anècdotes de la seva vida.
Les seves Obras completas van ser editades per Aguilar a Madrid el 1935; el seu epistolari amb Leopoldo Alas «Clarín» el 1941.

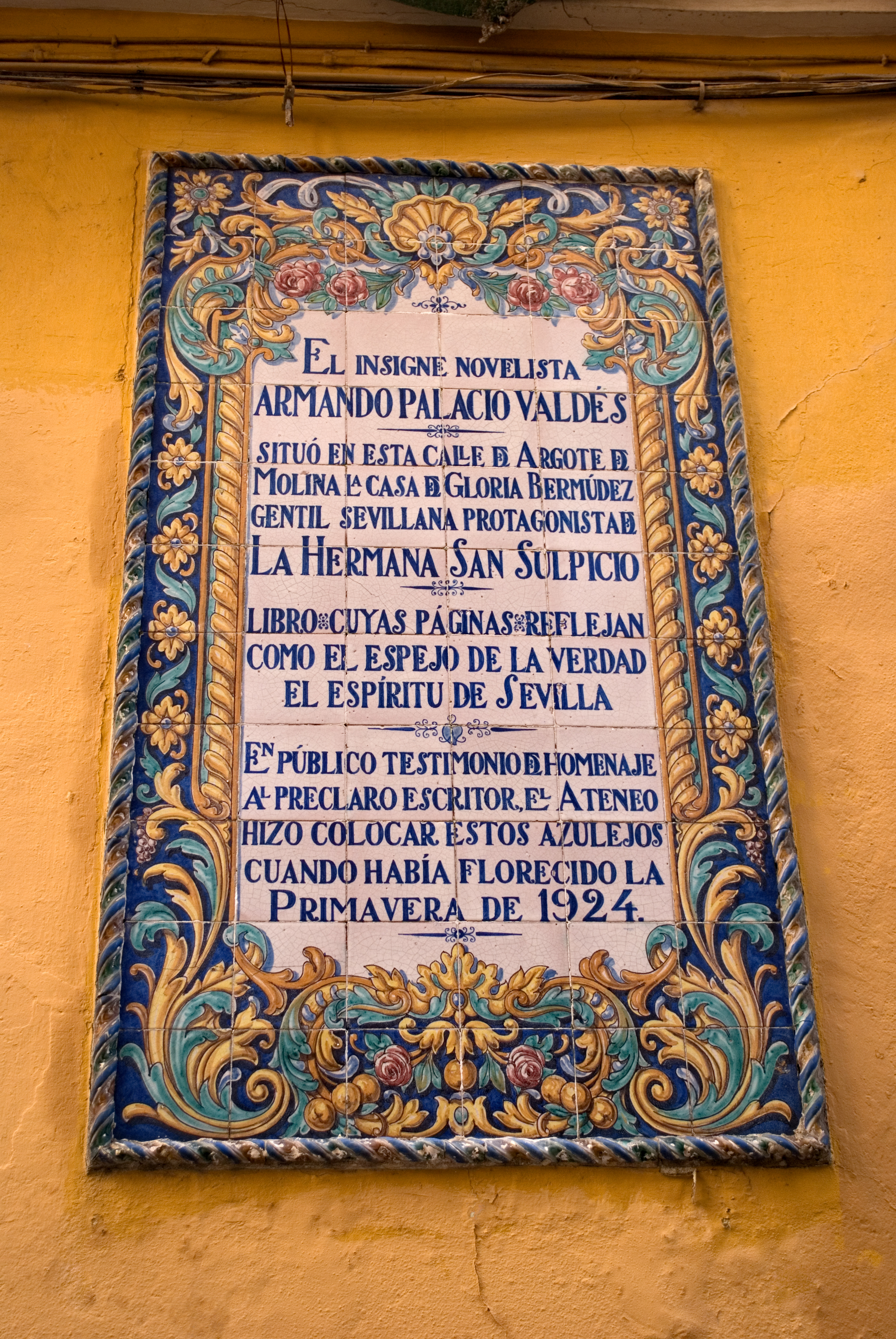
Rajola al carrer Argote de Molina de Sevilla, on es desenvolupa l'acció de la novel·la d'Armando Palacio Váldes, La hermana San Sulpicio.

## Obres

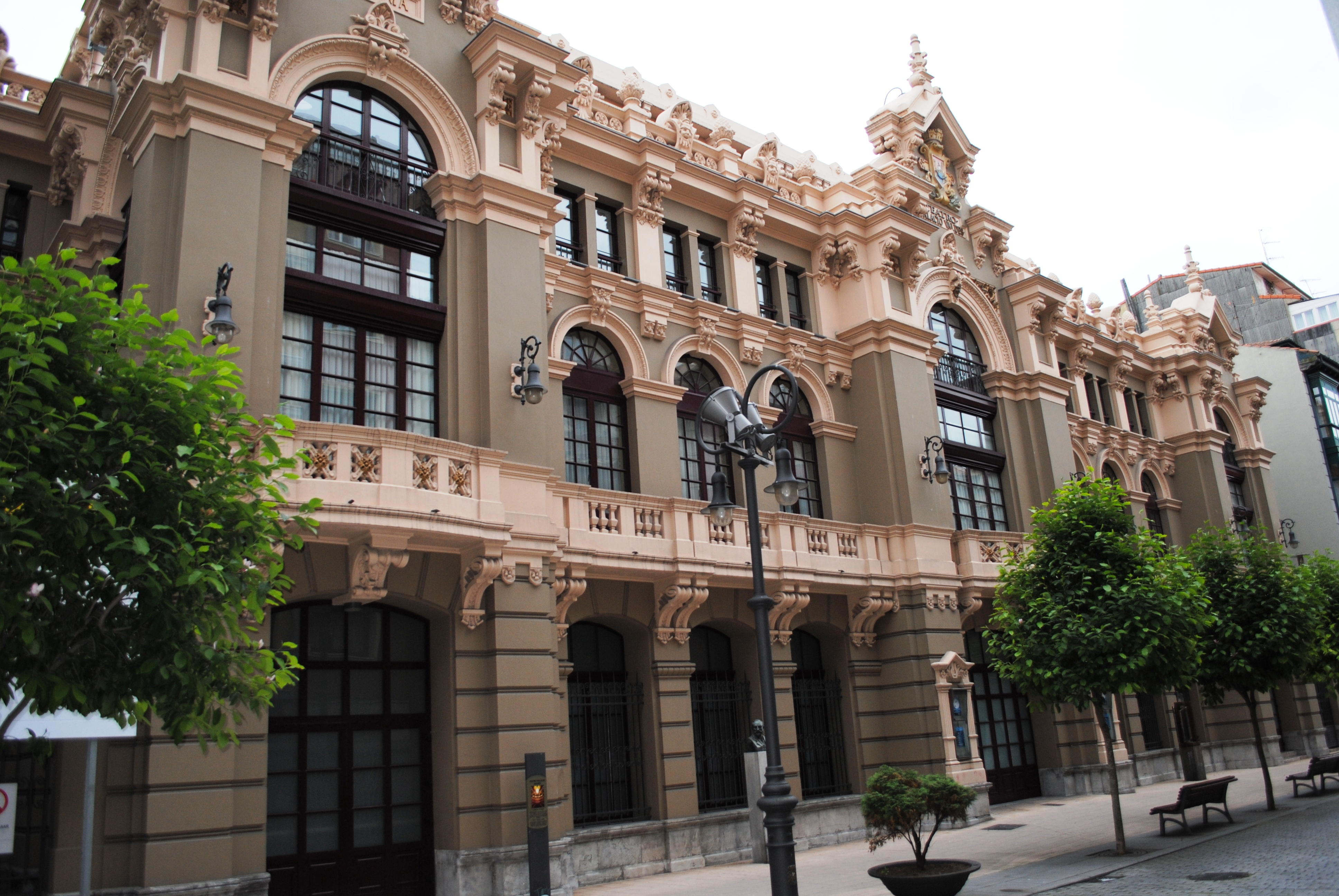
Teatre "Palacio Valdés" d'Avilés, Astúries.

- Semblanzas literarias (1871).
- Los oradores del Ateneo (1878)
- El nuevo viaje al Parnaso (1879)
- Amb Leopoldo Alas (Clarín), La literatura en 1881
- El señorito Octavio (1881).
- Marta y María (1883).
- Aguas fuertes (1884).
- El idilio de un enfermo (1884).
- José (1885).
- Riverita (1886).
- Maximina (1887).
- El cuarto poder (1888).
- La hermana San Sulpicio (1889).
- La espuma (1890).
- La fe, 1892.
- El maestrante (1893).
- El origen del pensamiento (1893).
- Los majos de Cádiz (1896).
- La alegría del capitán Ribot (1899).
- La aldea perdida (1903).
- Tristán o el pesimismo (1906).
- Los papeles del doctor Angélico (1911)
- Años de juventud del doctor Angélico (1918)
- La novela de un novelista (1921).
- Cuentos escogidos (1923).
- La hija de Natalia (1924).
- El pájaro en la nieve y otros cuentos (1925)
- Santa Rogelia (1926).
- Los cármenes de Granada (1927).
- Testamento literario (1929).
- Sinfonía pastoral (1931).
- El gobierno de las mujeres (1931)
- Obras completas (1935).
- Álbum de un viejo (1940).
- Obras disponible en Gutenberg.org